# Dipartimento di Guaraní
Guaraní è un dipartimento argentino, situato nel centro-est della provincia di Misiones, con capoluogo El Soberbio.
Esso confina con i dipartimenti di San Pedro, Montecarlo, Cainguás e Veinticinco de Mayo e con la repubblica del Brasile.
Secondo il censimento del 2010, su un territorio di 3.305 km², la popolazione ammontava a 67.897 abitanti.
Municipi del dipartimento sono:
- El Soberbio
- San Vicente